# Myrceugenia obtusa
Myrceugenia obtusa là một loài thực vật có hoa trong Họ Đào kim nương. Loài này được (DC.) O.Berg mô tả khoa học đầu tiên năm 1861.